# IC 2889
IC 2889 ist eine Balken-Spiralgalaxie vom Hubble-Typ SBc im Sternbild Becher. Sie ist schätzungsweise 274 Millionen Lichtjahre von der Milchstraße entfernt.
Das Objekt wurde im Mai 1900 von DeLisle Stewart entdeckt.